# Archibald Thompson Davison
Archibald Thompson Davison (* 11. Oktober 1883 in Boston; † 6. Februar 1961 in Brant Rock) war ein US-amerikanischer Musikwissenschaftler, Musikpädagoge und Chordirigent.

## Leben
Davison studierte an der Harvard University bei John Knowles Paine und erlangte 1906 den ersten Doktortitel, der von einer amerikanischen Universität für eine Arbeit über Claude Debussy vergeben wurde. Von 1909 bis zu seiner Emeritierung 1954 unterrichtete Davison Musik an der Harvard University. Daneben war er von 1910 bis 1940 der Organist und Chorleiter der Universität und leitete von 1919 bis 1934 den Harvard Glee Club. Von Marie Gallison-Reuter, die sich um 1917 neuen Aufgaben widmete, übernahm er zusätzlich die Chorleitung der Radcliffe Choral Society und setzte beide Chöre ein, um große Aufführungen zu verwirklichen.

## Werk
Sein bedeutendstes Werk war die in Zusammenarbeit mit Willi Apel entstandene zweibändige Historical Anthology of Music, die 1949–50 erschien. Seine Auseinandersetzung mit der amerikanischen Kirchenmusik spiegelt sich in Schriften wie Protestant Church Music in America (1933) und Church Music: Illusion and Reality (1952) wider. Weiterhin verfasste Davison die Lehrwerke Choral Conducting und The Technique of Choral Composition und veröffentlichte Sammlungen von Chorwerken und Liedern wie The Concord anthem book (2 Bände), The Harvard University Hymn Book und A Book of Songs.

## Mitgliedschaft
1941 wurde Davison in die American Academy of Arts and Sciences gewählt.